# حديث القمر
حديث القمر هو ثاني الكتب النثرية لمصطفى صادق الرافعي وقد أنشأه بعد عودته من رحلة إلى لبنان عام 1912؛ تعرف فيها على شاعرة من شاعرات لبنان ماري يني، وكان بين قلبيهما حديث طويل، فلما عاد من رحلته أراد أن يقول فكان «حديث القمر».